# Harriet Andreassen
Harriet Andreassen (* 6. Mai 1925 in Vikna; † 10. Februar 1997 in Rælingen) war eine norwegische Politikerin und Gewerkschafterin der Arbeiderpartiet (Ap). Sie war von Oktober 1980 bis Oktober 1981 die Ministerin für Kommunales und Arbeit.

## Leben
Andreassen arbeitete von 1943 bis 1960 bei der norwegischen Telefongesellschaft Televerket, bevor sie nach Stavanger zog, wo sie im Büro der Gewerkschaft Landsorganisasjonen i Norge (LO) angestellt war. In der Zeit von 1959 bis 1960 saß sie im Kommunalparlament von Egersund, bevor sie von 1963 bis 1966 im Stadtrat von Stavanger saß. In den Jahren 1967 bis 1977 war sie Verbandssekretärin in der Gewerkschaft Norsk Arbeidsmandsforbund. Anschließend war sie bis 1985 wieder bei der LO tätig. Zwischen 1971 und 1995 war sie Abgeordnete im Kommunalparlament von Rælingen, wobei sie sowohl von 1971 bis 1975 als auch von 1987 bis 1991 stellvertretende Bürgermeisterin des Ortes war. In der Zeit zwischen 1971 und 1975 war sie Abgeordnete im Fylkesting der damaligen Provinz Akershus.
In den Jahren 1973 bis 1977 sowie erneut ab 1981 war Harriet Andreassen Mitglied im Parteivorstand der Ap. Zwischen 1981 und 1985 war sie zudem Vorsitzende der Frauenbewegung ihrer Partei.
Am 3. Oktober 1980 wurde sie zur Kommunal- und Arbeitsministerin in der Regierung Nordli ernannt. Nach dem Abtritt Nordlis am 4. Februar 1981 übte Andreassen das Amt bis zum 14. Oktober 1981 weiter in der Regierung Brundtland I aus.